# Cyperus subtenax
Cyperus subtenax là loài thực vật có hoa trong họ Cói. Loài này được Kük. mô tả khoa học đầu tiên năm 1932.